# Zaven Badoyan
Zaven Badoyan, né le 22 décembre 1989 à Erevan, est un footballeur international arménien qui évolue au poste de milieu de terrain au FK Akzhayik.

## Palmarès
- Championnat d'Arménie : 2015 et 2017
- Coupe d'Arménie : 2015 et 2016